# Abaíra
Abaíra es un municipio brasileño del estado de Bahía. Su población estimada en 2004 era de 12 729 habitantes, de los cuales 4458 residían en su capital. 
Es un pequeño municipio localizado en el centro de la Chapada Diamantina. Fue nombrada como la "ciudad de la cachaza", por ser una gran productora del aguardiente Abaíra, que además es producida en asociaciones de toda la región. Cada dos años se festeja el festival de la cachaza Abaíra.

## Historia
En Abaíra, el único testimonio que prueba su origen es la iglesia principal con fecha del 1879, hoy bastante descaracterizada de su arquitectura inicial. 
A final del siglo XIX, José Joaquim de Azevedo, habitante de Curralinho, recibió como Herencia una hacienda llamada “Capoeira de Cana”, debido a la gran cantidad de caña de azúcar allí existente. José Joaquim de Azevedo vio la necesidad de los lugareños de acceder a una tienda de alimentación para atender las necesidades de los mineros de la región que trabajaban en Bom Jesus do Rio de Contas y Mucugê y también del personal de los alrededores. Con el paso del tiempo su comercio se tornó un lugar de paso habitual donde se acostubraba tomar la famosa cachaza que allí se fabricaba. Fue por esto que José Joaquim de Azevedo recibió el sobrenombre de “Zé de la Venda”.
"Zé de la Venda" mandó construir una iglesia en el año 1879 y además mandó buscar una virgen para declararla como patrona de la ciudad. El 2 de febrero de 1879 con la llegada de la imagen se organizó una fiesta de procesión, y fueron invitadas varias personas de otras localidades donde se celebró la recepción de Nuestra Señora de la Salud, en un lugar llamado Gajé. La iglesia fue construida mirando hacia la casa de "Zé de la Venda"
Con la iglesia construida, la expansión del poblado fue creciendo en el distrito de Tabocas, debido a la gran cantidad de una especie de bambú que existía en las márgenes del río Taboquinha.
Mediante la ley municipal n.º 35 del 24 de abril de 1916 que se aprobó el 9 de agosto de 1916 el distrito de Tabocas finalmente cambió su nombre al definitivo de Abaíra por Antônio Ribeiro de Novais. Ese nombre fue tomado de una obra del novelista Lindolfo Rocha, del idioma tupi-guaraní que significa:  Aba : Abundancia +  Íra : Miel = Abaíra: Abundancia de Miel.
Abaíra perteneció a Piatã hasta el 22 de febrero de 1962, cuando fue desmembrada y emancipada por la ley n.º 1622.

## Cultura
El 28 de abril de 1957, se fundó la "Sociedade Lítero Musical Lira Abairense da Vila de Abaíra", siendo su director Wilson Cardoso de Oliveira.
Entre las fiestas folclóricas se celebra el "Pau-de-Fitas", que es una danza presentada en las fiestas tradicionales. También el Bumba-meu-Boi, danza folclórica que anima las fiestas. Y mientras que las fiestas tradicionales son bastante animadas, el día 2 de febrero los abairenses conmemoran el día de la patrona, Nuestra Señora de la Salud, fiesta que acontece desde la llegada de la imagen a la ciudad. 
Actualmente las fiestas que se destacan son: 
- Fiesta de la Patrona Nuestra Señora de la Salud (últimamente organizada por la propia iglesia).
- Fiesta de San Pedro
- Festival de la Cachaza, que trae una gran cantidad de personas de otras regiones.

## Economía
Su economía se centra básicamente en la producción de cachaza. 
En la agricultura destaca la caña de azúcar, mandioca, café, cebolla y banana. Y en la ganadería los principales rebaños son de bovinos, mulas y porcinos.

## Geografía
Se sitúa en la microrregión de la Chapada Diamantina Meridional con un área de 620 km² en una región de rocas cristalinas, un relieve bastante montañoso con cotas que varían entre 600 y 1500 metros de altitud. 

### Relieve
Las sierras que se destacan en el municipio de Abaíra son: Itubira, Barbado(que con 2033m de altura es el mayor pico del Nordeste del Brasil), Pastinho, Estiva, Tromba, Santana, Bonito y Teixeira. 

### Hidrografía
La red hidrográfica corresponde a la cuenca del río de Contas, destacándose el río Agua Suja y los arroyos Lameirão o Bonito y Taboquinhas.

### Límites
Abaíra tiene límites con los municipios de Piatã y Mucugê al norte; al sur con Jussiape y Ibicoara; al este con Mucugê y al oeste con Rio do Pires. 

### Clima
El clima de Abaíra es tropical subhúmedo del tipo seco. Se caracteriza por una estación lluviosa de noviembre a marzo y otra bastante seca de abril a octubre. 

### Vegetación
La vegetación es bastante variada en virtud del relieve acentuado, predominando la caatinga, interrumpida por formaciones cerradas, conocidas como gerais o carrascos. En ciertos trechos la vegetación es muy densa.